# Parafia Podwyższenia Krzyża Świętego w Górsku
Parafia Podwyższenia Krzyża Świętego w Górsku – parafia rzymskokatolicka w diecezji toruńskiej, w dekanacie Bierzgłowo, z siedzibą w Górsku. Parafię prowadzą księża michalici. Świątynią parafialną jest kościół Podwyższenia Krzyża Świętego.

## Historia
- Parafia powstała w 1946.

## Grupy parafialne
- Koło Ministrantów, Duszpasterstwo Harcerzy, Grupa Charytatywna, Ruch Światło-Życie, Ruch Domowego Kościoła, Żywy Różaniec

## Miejscowości należące do parafii
- Górsk, Stary Toruń (część), Rozgarty (część), Przysiek, Czarne Błoto, Cegielnik